# Farkas-hegy
A Farkas-hegy a Csíki-hegyek fővonulatához kapcsolódó Budaörsi-kopárok 343 méter magas északi röge. Közigazgatásilag Budaörshöz tartozik.

## Leírása

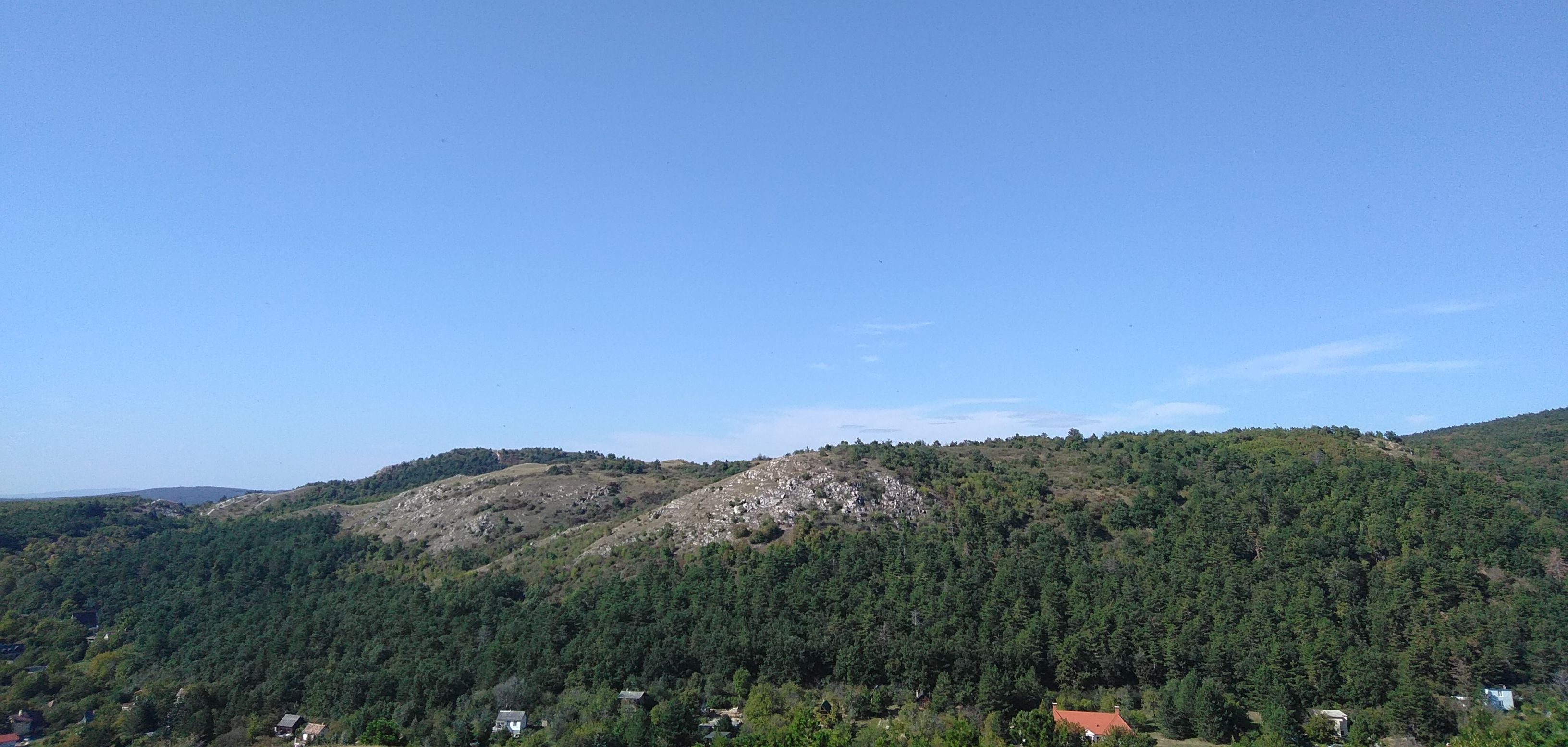
A Farkas-hegy és Szekrényes-hegy az Odvas-hegyről tekintve

Tágas nyergek választják el a Szekrényes-hegytől és a Budaörsi-hegytől. A hegy főleg dolomitból épül fel és briozoás márgatakaróval övezett. Felszíne kopár, dél és délkelet felől falszerű, meredek, sziklaomlásos lejtő határolja, aminek a pereméről szép a kilátás a Budaörsi-medencére.
A Farkas-hegy mellett a Szekrényes-hegy és a Szállás-hegy is fokozottan védett természeti terület, ami azt jelenti, hogy csak a kijelölt turistaútvonalakon és tanösvényeken engedélyezett a közlekedés a gyalogosok és a kerékpárosok számára, ennek megszegése szabálysértésnek számít és pénzbírsággal sújtható. Jelen esetben a fokozott védelmi státuszt a területen található, Magyarországon rendkívül ritkává vált szubpannon sztyeppek és pannon sziklagyepek védelméért állapították meg.

## Repülőtér
1929-ben itt indult meg a magyar vitorlázó repülés, Petróczy István alezredesnek, a Légügyi Hivatal akkori vezetőjének köszönhetően. Nevét a közeli Petróczy-orom őrzi. Budaörs és Budakeszi között, a Budaörsi-hegy északnyugati peremén az 1930-as években repülős oktatóház épült. A Farkas-hegyen létesült az 1950-es években Budapest környékének első vitorlázó-repülőtelepe hangárokkal, amire egy emlékmű utal, amit a hegy közelében elvezető piros kereszt jelzésű turistaútról is meg lehet közelíteni. Később a MÉM Repülőgépes Szolgálat telepe volt, majd ifjúsági találkozók színhelyévé vált.
1929–1957 között vitorlázórepülőtér működött a Szekrényes-hegy és a Farkas-hegy közötti húzódó dolomitsziklás területen. Ebből mementóként csupán az egykori repülőtér hangárjának maradványai, és a magasabb Szekrényes-hegy tetején az indításra szolgáló építmény katapultjának betonrámpája maradt meg. A Szekrényes-hegyről 1931-ben végezték el az első kísérleti felszállást, majd 1932-től kezdték el indítani a vitorlázó repülőgépeket, akkor még kifeszített gumikötél segítségével. A betonalapot és betonrámpát csak később, valamikor 1937 után készítették el. A Szekrényes-hegyhez kapcsolódik a magyarországi vitorlázórepülés első áldozata: 1934. július 8-án a hegyről való felszállását követően a géppel együtt lezuhant Pap Antal térképész, főhadnagy, akinek sporttársai emlékművet állítottak a Szekrényes-hegy északkeleti lejtőjén. Ezt az emlékművet a turista térképeken gyakran Repülés-emlékműként jelzik, de nem tévesztendő össze a Farkas-hegyen látható Vitorlázórepülő-emlékművel.
1964 novembere és 1965 januárja között itt forgatták A tizedes meg a többiek című film néhány jelenetét. A MÁV hajdani pihenőházából megmaradt két romos boltív azóta dacol a pusztulással.
A Farkas-hegy tetején a felhagyott repülőtér helyén az első emlékművet 1979-ben, a magyarországi vitorlázórepülés megindulásának 50. évfordulójára állították fel. Másodjára, 2017-ben a régi helyén egy új emlékművet avattak. (Az emlékmű két könnyűszerkezetű szárnyát az időjárás viszontagságai és vandálok rendszeresen megrongálják. Hosszabb-rövidebb idő elteltével többnyire pótlásra kerül.)

## Flórája
Növényvilágában előfordulnak Magyarországon fokozottan védett és védett növényfajok: a magyar méreggyilok (Vincetoxicum pannonicum), a magyar gurgolya (Seseli leucospermum), a piros kígyószisz (Echium maculatum), a Szent István-szegfű (Dianthus plumarius subsp. regis-stephani) és a leánykökörcsin (Pulsatilla grandis).

## Faunája
Állatvilágában Magyarországon fokozottan védett és védett fajok is találhatók: az eurázsiai rétisáska (Stenobothrus eurasius), a magyar futrinka (Carabus hungaricus), a füstös ősziaraszoló (Lignyoptera fumidaria), a magyar tavaszi-fésűsbagoly (Dioszeghyana schmidtii) és a nagy szarvasbogár (Lucanus cervus).